# Dominical (Elskamp)
Pour l’article homonyme, voir Dominical.
Dominical est un recueil du poète belge Max Elskamp (1862-1931), alors âgé de trente ans, qui paraît en 1892, illustré par Henry Van de Velde.

## Présentation
Ce recueil se compose de cinq longues poésies :
1. De joie
2. D'anciennement transposé
3. De visitation
4. D'aimer
5. De soir

C'est à partir de la première, intitulée De joie, que Paul Ladmirault composa la musique Dominical.
De même, en 1916, le compositeur André Souris s'inspira de celle intitulée D'aimer.

## Ouvrage
- Max Elskamp, Dominical, Anvers & Bruxelles, Lacomblez, 1892, 66 p. (lire en ligne)